# Gymnosporangiaceae
Gymnosporangiaceae Chevall. – rodzina grzybów z rzędu rdzowców (Pucciniales).

## Charakterystyka
W większości pasożyty dwudomowe. Spermogonia i ecja rozwijają się pod skórką roślin dwuliściennych, szczególnie z rodziny różowatych (Rosaceae), telia na roślinach nagonasiennych, zwłaszcza z rodziny cyprysowatych (Cupressaceae). Urediniów zwykle brak, są to więc rdze niepełnocyklowe (heterodemicykliczne).
Charakterystyczną cechą rodzaju Gymnosporangium jest budowa i konsystencja teliów: w stanie wilgotnym są galaretowate, rożkowate lub poduszeczkowate, o barwie żółtej, pomarańczowej lub brązowej, w stanie suchym skurczone, ciemnobrunatne i trudno zauważalne. Porażenie roślin cyprysowatych jest trwałe. Obecność teliów powoduje u nich nabrzmienie pędów, a czasami nawet staśmienie. Teliospory jedno lub kilkukomórkowe, najczęściej dwukomórkowe. W każdej komórce posiadają jedną lub kilka por rostkowych. Teliospory powstają na długich i galaretowatych trzonkach. Kiełkują od razu, bez okresu spoczynkowego. Bazydiospory powstają bezpośrednio na kiełkujących teliosporach.

## Systematyka i nazewnictwo
Pozycja w klasyfikacji według Index Fungorum: Gymnosporangiaceae, Pucciniales, Incertae sedis, Pucciniomycetes, Pucciniomycotina, Basidiomycota, Fungi.
Według Index Fungorum bazującego na Dictionary of the Fungi rodzina Gymnosporangiaceae to takson monotypowy:
- rodzaj: Gymnosporangium R. Hedw. ex DC. 1805 (nagoć)
  - gatunki występujące w Polsce:
    - Gymnosporangium clavariiforme (Wulfen) DC. – nagoć goździeńcowata
    - Gymnosporangium cornutum Arthur ex F. Kern – nagoć rożkowata
    - Gymnosporangium sabinae (Dicks.) G. Winter – nagoć sawinowa
    - Gymnosporangium tremelloides R. Hartig – nagoć trzęsakowata

Nazwy naukowe na podstawie Index Fungorum. Nazwy polskie według Gumińskiej i Wojewody.

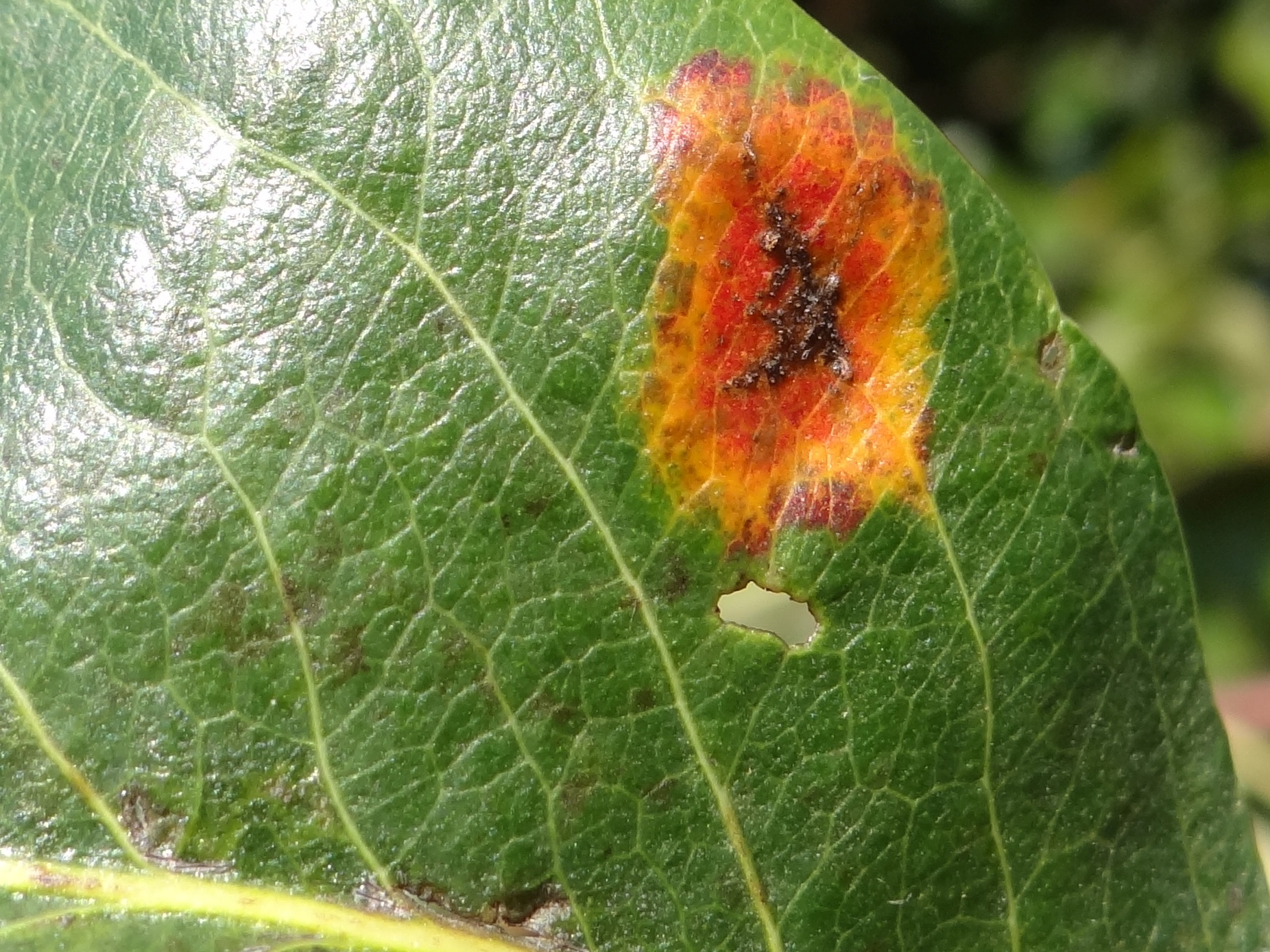
Plama na liściu gruszy wywołana przez nagoć sawinową
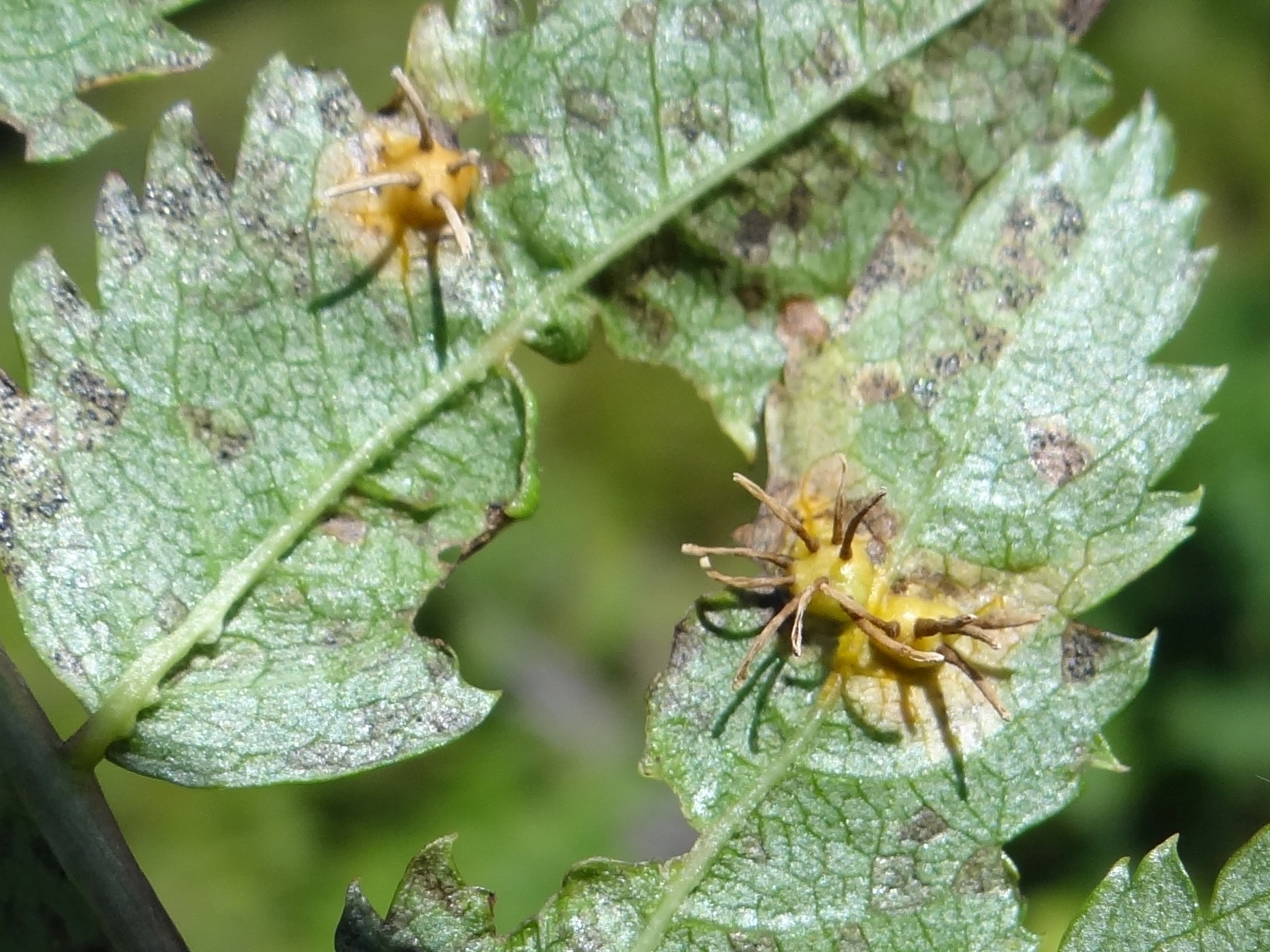
Nagoć rożkowata na listkach jarzębiny
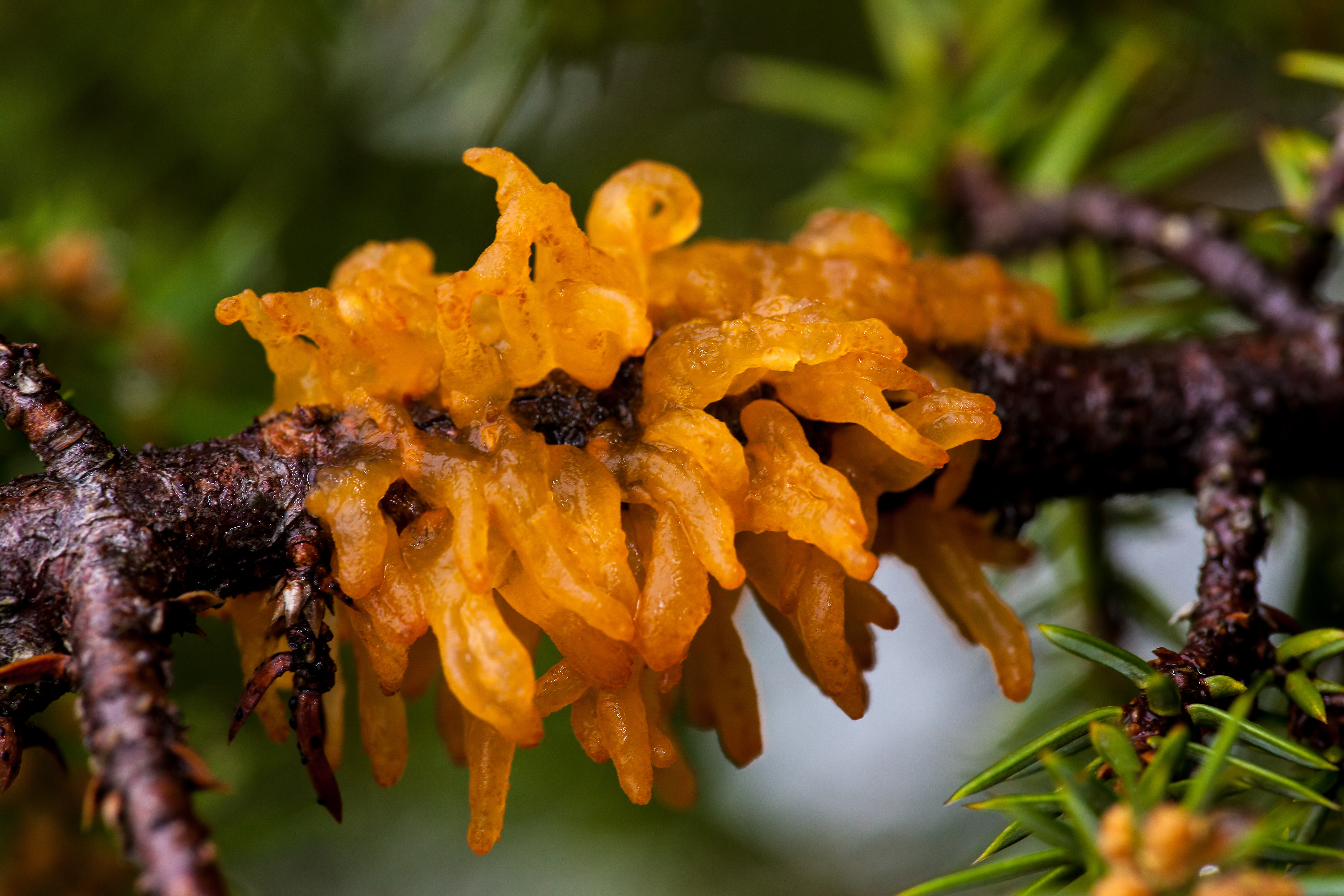
Telia nagoci goździeńcowatej na jałowcu
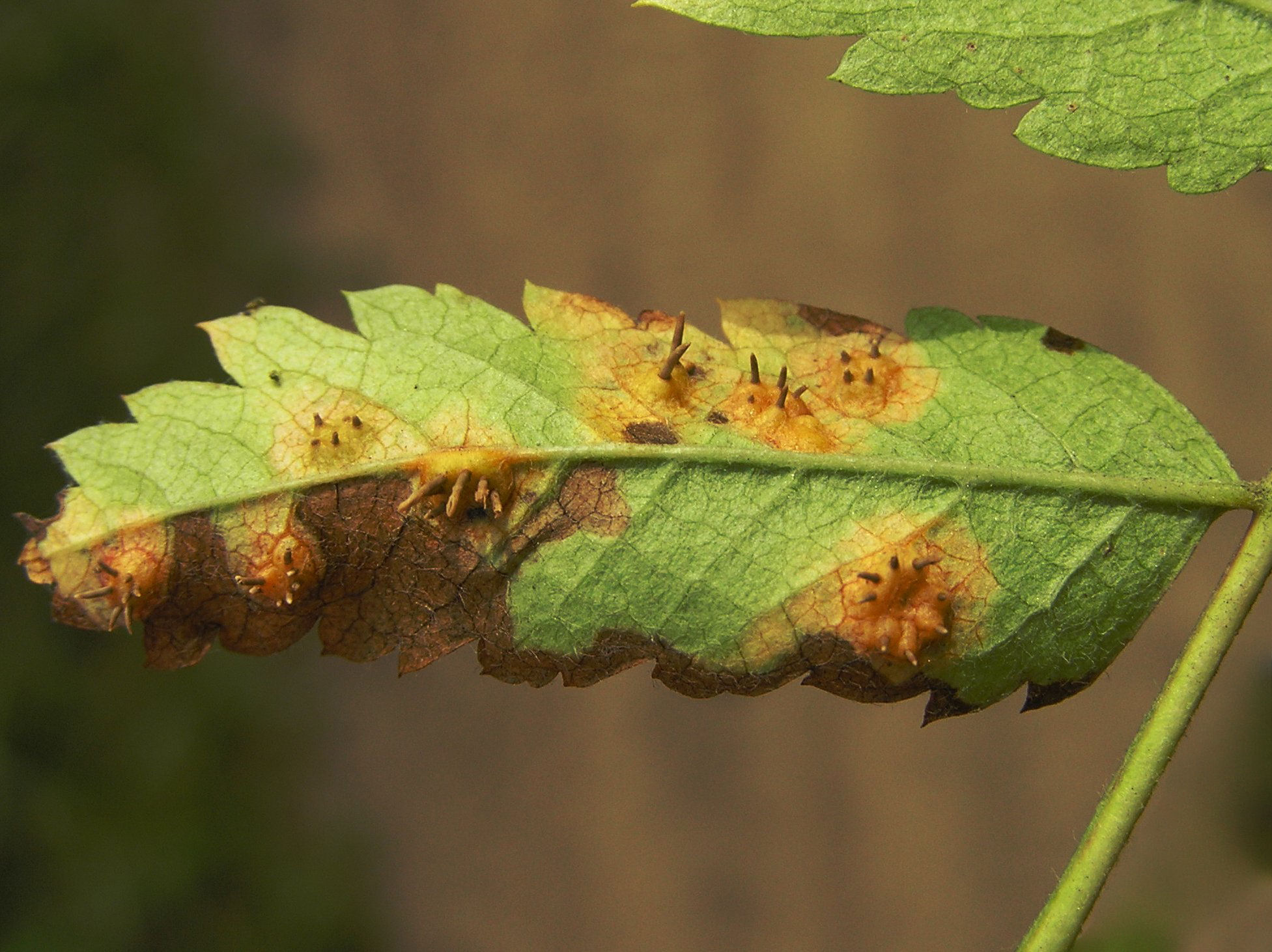
Ecja nagoci trzęsakowatej na liściu